# Ismaël N'Diaye
Ismaël N'Diaye, né le 20 avril 1982, à Abidjan, en Côte d'Ivoire, est un joueur ivoirien de basket-ball. Il évolue au poste d'ailier.

## Palmarès
- Finaliste du championnat d'Afrique 2009